# St. Martin (Achelstädt)

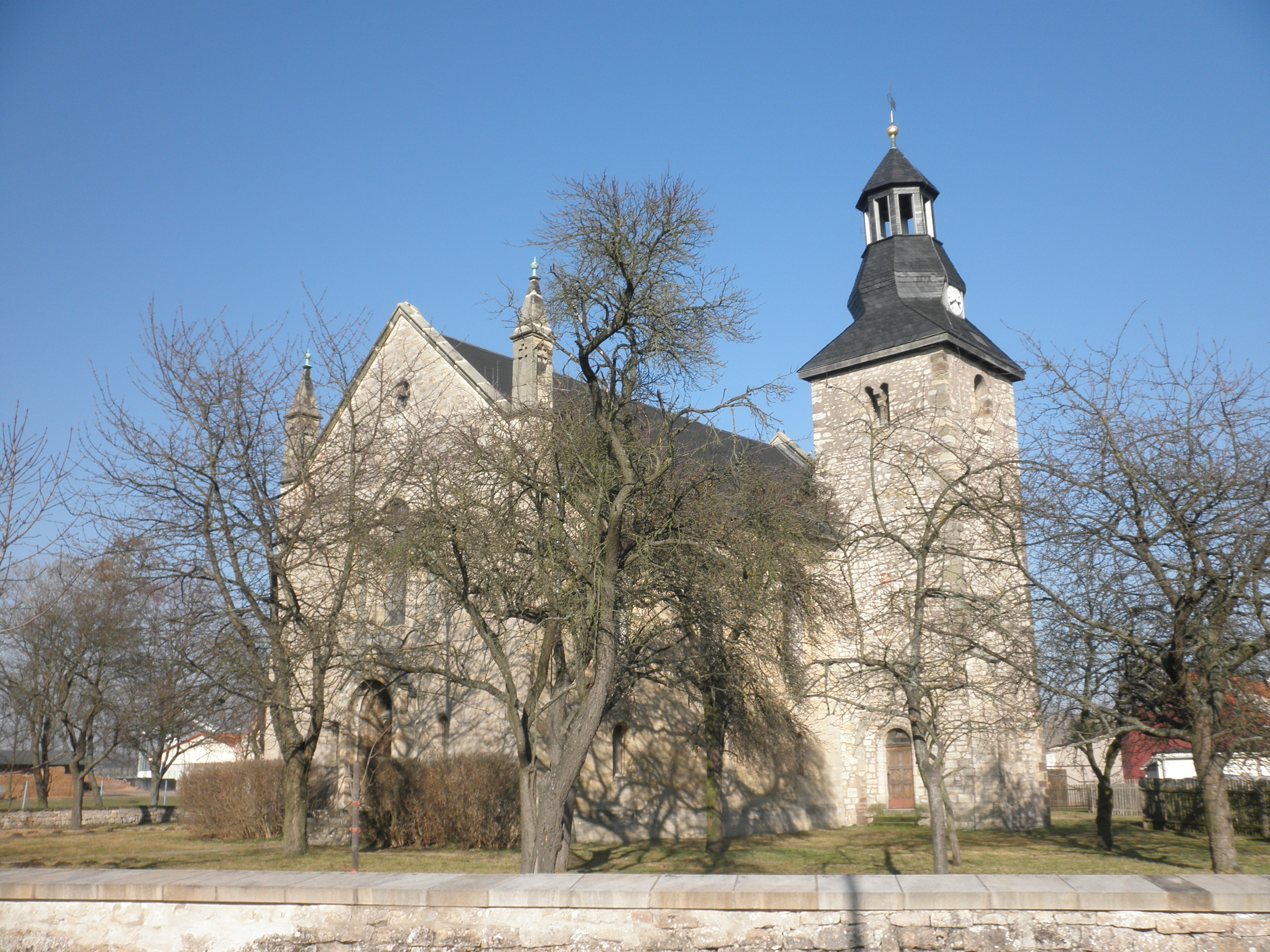
Dorfkirche Achelstädt

Die Dorfkirche St. Martin steht im Ortsteil Achelstädt der Gemeinde Witzleben im Ilm-Kreis in Thüringen. Sie gehört zum Evangelisch-Lutherischen Kirchengemeindeverband Elxleben-Witzleben im Kirchenkreis Arnstadt-Ilmenau der Evangelischen Kirche in Mitteldeutschland.

## Geschichte
Auf Anregung des heiligen Adolar wurde in Achelstädt um das Jahr 750 eine kleine Holzkirche an der Stelle der heutigen Dorfkirche errichtet. Wann das Gotteshaus aus Stein errichtet worden ist, ist unbekannt. Die kleine Kirche war den Heiligen Adolar und Martin geweiht. Achelstädt wurde von Kirchenoberen als Wallfahrtsort bestätigt.

## Beschreibung
Die Steine und Bauform des Kirchturms deuten auf eine Erbauung um 1200.
Durch den Anbau des Kirchenschiffes 1445 an der Westseite des Turmes steht der Turm in der Mitte. Viel später wurde das ältere Gotteshaus abgerissen.
Der Chorraum befand sich einst im Kreuzgewölbe unter dem Turm an der Stelle der heutigen Sakristei. 1699 erfolgte bedingt durch das Anwachsen der Gemeinde ein Anbau am Kirchenschiff. 1707 deckte man den strohgedeckten Turm mit Ziegeln. 1834 wurde das Turmdach mit einer Haube und offener Laterne ergänzt und mit Schiefer gedeckt. Das neuromanische Kirchenschiff wurde 1854 nördlich des Turmes angebaut. Der Entwurf zu dieser Gestaltung stammt von Landbaumeister Tröger aus Saalfeld/Saale. Dazu wurden Steine im Wald gebrochen und von den Bauern zum Bauplatz transportiert.
1855 zerstörte Hagelschlag an der Nordseite des Hauses die Fenster. Sie wurden durch bunte Scheiben ersetzt.
Beim 100-jährigen Jubiläum 1954 wurde die Renovierung gefeiert; Landesbischof Mitzenheim nahm gleichzeitig die Glockenweihe der drei Stahlglocken vor.
Am 26. August 1973 fand der vorübergehend letzte Gottesdienst in der durch eindringendes Regenwasser geschädigten Kirche statt.
1978 bis 1980 wurde die Turmhaube vom Zimmermeister Bertram aus Suhl im einfachen Stil erneuert und mit Schindeln gedeckt, 1980 das Kirchendach mit einer Preolit-Schindel-Bedeckung. Schon 1992 musste die Firma Heißner aus Gräfenroda nachbessern.
Am 11. November 2001 wurde die Kirche mit Landesbischof Christoph Kähler wieder eingeweiht.
Die 1862 bis 1868 geschaffene Orgel der Firma Glaser aus Saalfeld wurde 1908 durch einen Neubau von Adam Eifert Nachfolger Op. 156 aus Stadtilm ersetzt. 1998 brachte die Firma Wagner aus Jena fünf Register des ab 1973 nicht mehr bespielbaren Instruments wieder zum Klingen.
Die Glocken stammten 1693 aus Volkstedt. Eine stürzte 1708 ab und wurde umgegossen, ebenso eine 1755 zersprungene Glocke. Bis auf die kleine Glocke wurden die anderen zwei 1914 für Kriegszwecke eingeschmolzen. 1957 erhielt die Kirchgemeinde drei Stahlglocken aus Apolda.
Die Taufe aus Holz wurde 1857 übergeben. Das Kruzifix und ein Leuchter aus Metall wurden 1973 Opfer von Vandalismus und durch Objekte aus Holz ersetzt.